# Lisa Madigan

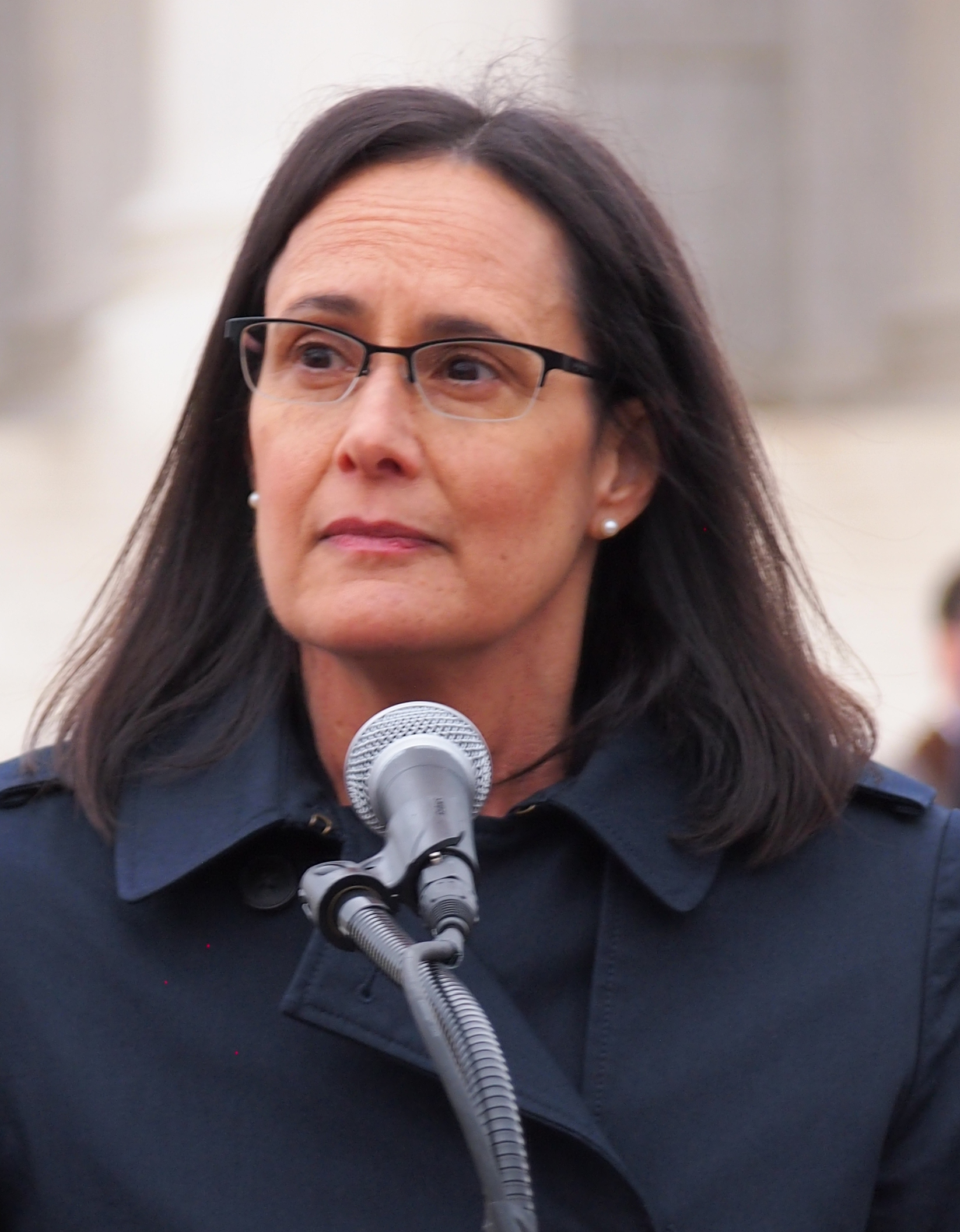
Lisa Madigan (2018)

Lisa Madigan (* 30. Juli 1966 in Chicago, Illinois) ist eine US-amerikanische Politikerin der Demokratischen Partei. Von 2003 bis 2019 war sie Attorney General des Bundesstaates Illinois.

## Leben
Lisa Madigans Adoptivvater Michael Madigan ist langjähriger Speaker des Repräsentantenhauses von Illinois. Sie besuchte die private Latin School of Chicago und studierte an der Georgetown University (Abschluss Bachelor of Arts 1988) sowie der Loyola University Chicago School of Law, wo sie den Grad Juris Doctor erlangte. Sie war als Lehrerin, zeitweilig auch in Südafrika, sowie als Anwältin tätig. Lisa Madigan ist mit dem Cartoonisten Pat Byrnes verheiratet. Das Ehepaar hat zwei Töchter.

## Politische Laufbahn
Madigan wurde 1998 in den Senat von Illinois gewählt, dem sie bis 2002 angehörte. 2002 kandidierte sie für die Demokraten für das Amt des Attorney General von Illinois und gewann die Wahl zur Nachfolgerin von Jim Ryan knapp gegen den republikanischen Kandidaten Joe Birkett. Sie ist die erste Frau in diesem Amt. 2006 wurde sie mit großer Mehrheit wiedergewählt. Sie gilt als mögliche zukünftige Kandidatin für das Gouverneursamt von Illinois und wurde zeitweise auch als Nachfolgerin von Barack Obama im Senat der Vereinigten Staaten genannt. Im Juli 2009 gab sie aber bekannt, dass sie 2010 weder für den Gouverneursposten noch für Obamas ehemaligen Sitz im Senat kandidieren werde. Stattdessen wolle sie sich um eine dritte Amtsperiode als Attorney General von Illinois bewerben. Die Wiederwahl gelang ihr dann im November 2010 ungefährdet gegen den Republikaner Steve Kim. Auch 2014 wurde sie wiedergewählt; 2018 kandidierte sie nicht erneut.
Nachdem im Dezember 2008 Bundesstaatsanwalt Patrick Fitzgerald den demokratischen Gouverneur von Illinois, Rod Blagojevich, der Korruption beschuldigt hatte – unter anderem habe er versucht, für die Ernennung eines Nachfolgers von Obama im US-Senat Gegenleistungen zu erlangen –, beantragte Madigan beim Obersten Gericht von Illinois, Blagojevich vorläufig seines Amtes zu entheben, da er nicht mehr zur Amtsausübung fähig sei. Dieser Antrag wurde vom Gericht jedoch abgewiesen. Später erfolgte die Amtsenthebung von Blagojevich durch einen einstimmigen Beschluss des Staatssenats.